# NGC 4630
NGC 4630 هي مجرة غير منتظمة تبعد حوالي 54 مليون سنة ضوئية تقع في كوكبة العذراء. تم اكتشافه من قبل عالم الفلك ويليام هيرشيل في 2 فبراير 1786. وهو عضو في مجموعة العذراء من المجرات.

## وصلات خارجية
- NGC 4630 على موقع ويكي سكاي: DSS2, SDSS, GALEX, IRAS, Hydrogen α, X-Ray, Astrophoto, Sky Map, Articles and images